# 켈리 슬레이터

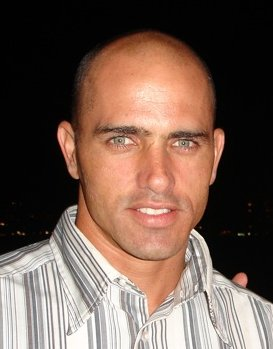
켈리 슬레이터

켈리 슬레이터(Kelly Slater, 1972년 2월 11일 ~ )은 미국의 서퍼이다. ASP에서 11번 월드 챔피언을 하였다.

## 같이 보기
- 파도풀